# ビント・アンム婚
ビント・アンム婚（بنت عم[bint 'amm]、ビント・アンムこん）は、イスラーム世界で広く行われる父方平行いとこ同士の結婚。

## 概要
アラブなどの中東地域では伝統的にいとこ同士の結婚が尊重されており、特にビント・アンム（父方おじの娘）との結婚が好ましいと強調される場面が多いが、実際はいとこ一般がよそ者との婚姻よりは好ましいと考えられている。こうしたいとこ婚はアラビアの遊牧民社会だけではなく、エジプト、イラク、イランやシリアでも広く行われている文化であり、それも極めて古代からのことである。パシュトゥーンやバルーチュでもいとこ婚の頻度が高く、内婚的傾向が強い。ビント・アンム婚の割合はクルディスタンの部族地域の43％からレバノンの2％までの差異があり、リチャード・アントーンの推計によれば全婚姻数のおよそ10-15％である。エジプトの場合は20％近く、スーダンの場合は80％である。

## 効果
ビント・アンム婚を選好する理由は、相続財産を男系単位内部で保持するというものや、配偶者間の地位が同等であることを保証するというものがある。
イスラム社会では婚約にあたる夫の方から妻の方へ婚資（マハル）を支払う習慣があるが、近親同士の結婚の場合は赤の他人同士の結婚の場合の半額程度で済むため、金銭の負担が軽減される。ビント・アンム婚の多いサウジアラビアでは婚姻によって妻の姓が変わる事例が少なくなっている。モロッコの格言には、ビント・アンム婚を支持するものとして「父の兄弟の娘と結婚した男は、自分で飼っている羊で祭りを祝う者のようだ」というものがあり、これは家族内に富や威信が満ちているという意味である。

## 歴史
いとこ婚はシャリーアでは許可されており、クルアーン部族連合章には預言者ムハンマドがいとこと結婚することを認める記述がある。
イスラーム黎明期においてはいとこ婚やそれに類する血縁婚を実行した指導者が多く、預言者ムハンマドは従妹のザイナブ・ビント・ジャフシュと結婚している。また、第2代正統カリフウマル・イブン・ハッターブも従妹のアティーカ・ビント・ザイドと結婚しており、第4代正統カリフでシーア派初代イマームのアリー・イブン・アビー・ターリブは従兄の預言者ムハンマドの娘であるファーティマと結婚し、ハサンとフサインをもうけた。
現代においては、イラク共和国の元大統領であるサッダーム・フセインが従妹のサージダ・ハイラッラーと結婚している他、サラフィー主義者にも見られ、ウサーマ・ビン・ラーディンは従妹のナジワ・ガネムと結婚し、11人の子供を作っている。